# Harnröhrenplug
Ein Harnröhrenplug ist ein Sexspielzeug und dient der Stimulation der Harnröhre. Ein Harnröhrenplug kann von Frauen und Männern gleichermaßen angewandt werden; es existieren aber auch spezielle Ausführungen nur für Männer. Harnröhrenplugs werden umgangssprachlich auch Penisplug, Spermabremse oder Cum Stopper genannt.

## Anwendung

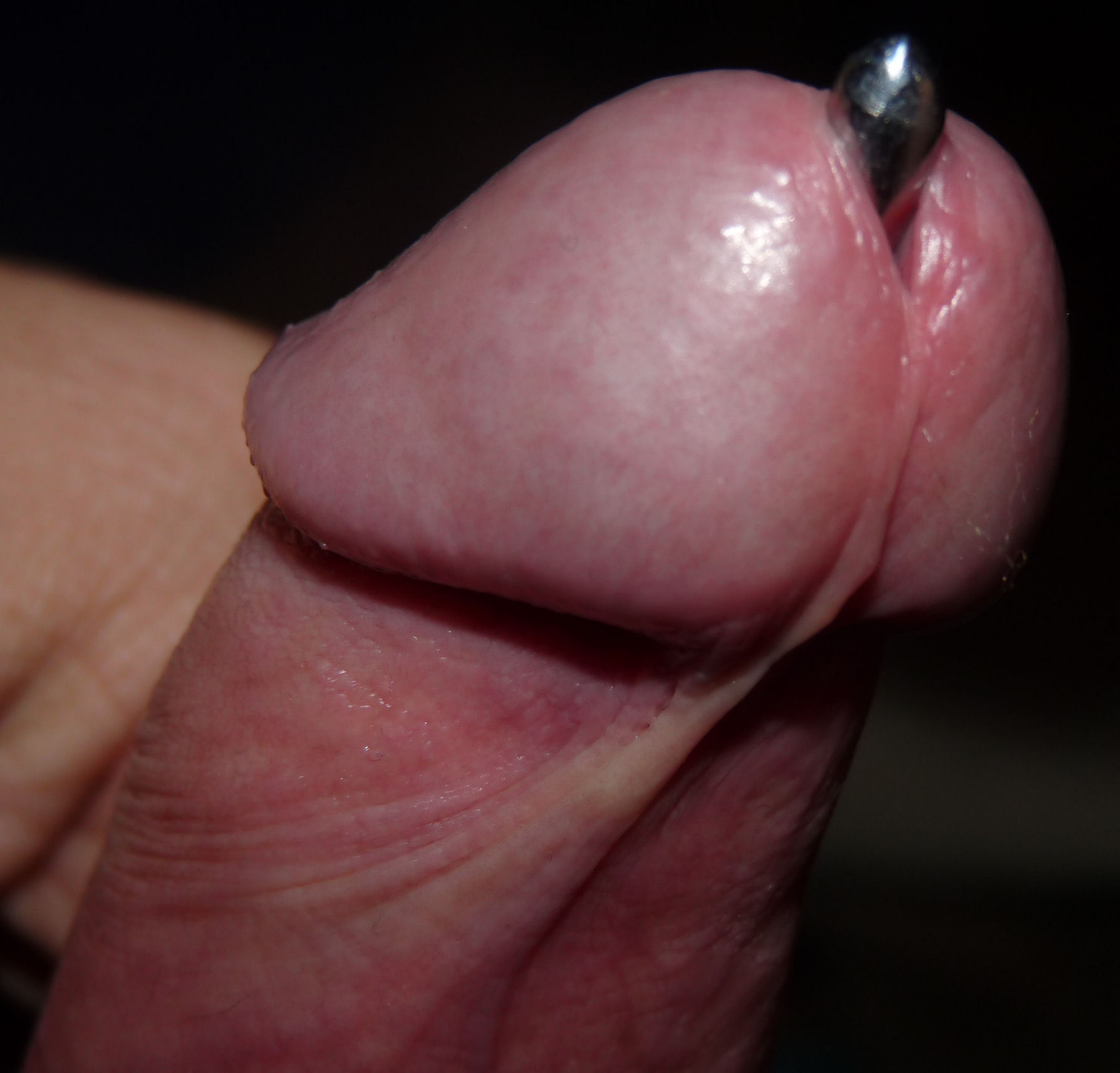
Penis mit Dilator in Harnröhre

Ein Harnröhrenplug wird in die Harnröhre eingeführt. Um Entzündungen und die Verschleppung von Keimen und Bakterien zu vermeiden, sollte der Plug vorher gründlich gereinigt und desinfiziert werden. Damit keine Verletzungen auftreten, ist die Verwendung von Gleitmittel ratsam.
Durch Bewegung des Plugs oder Dehnung der Harnröhre wird eine sexuelle Stimulation erreicht, die auch zum Orgasmus führen kann.
Für Einsteiger ist es empfehlenswert, mit dem kleinsten Harnröhrenplug zu starten und sich dann langsam zu steigern, indem man sich Zepter mit größerem Durchmesser einführt.

## Bauformen
Harnröhrenplugs gibt es in verschiedenen Ausführungen und Bauformen, um die Plugs sowohl an die weibliche als auch die männliche Anatomie anzupassen. Der Teil, welcher in die Harnröhre eingeführt wird, kann glatt oder zur besseren Stimulation mit Perlen besetzt sein und/oder zur Dehnung konisch zulaufen. Außerdem sind hier durch verschiedene Materialien flexible wie auch starre Plugs möglich.

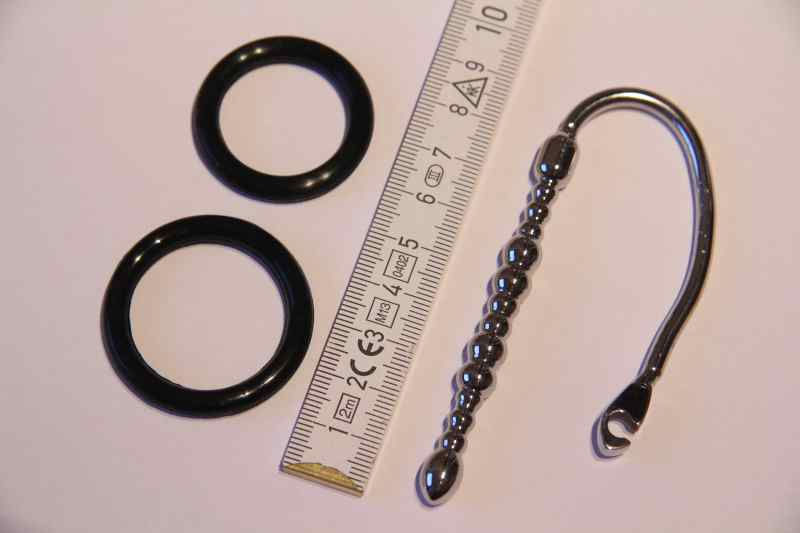
Harnröhrenplug ohne Öffnung mit flexiblen Penisringen

Um ein Hineinrutschen in die Harnröhre zu verhindern, sind die meisten Plugs am Ende mit einem breiteren Fuß, ähnlich einem Butt-Plug, ausgestattet. Der Fuß ist teilweise auch durch einen Kristall verziert und dient so als Intimschmuck. Der Plug kann bei Frauen nicht fixiert werden, da in der Harnröhre im Gegensatz zum After ein Schließmuskel am Harnröhrenausgang fehlt.
Da die Harnröhre des Mannes etwa 20 cm lang ist, sind die Harnröhrenplugs speziell für Männer meist länger gebaut. Um den Plug zu fixieren, kann hier auf den Penisschaft und die Eichel zurückgegriffen werden. Mit Penis- und Eichelringen aus Metall oder Kunststoff können Harnröhrenplugs sicher fixiert und an ihrem Platz gehalten werden.
Vor allem für Männer gibt es Harnröhrenplugs, welche einen flexiblen Teil zum Einführen haben, damit der Plug sowohl bei einer Erektion als auch bei erschlafftem Penis getragen werden kann.

### Plugs mit Öffnung
Plugs mit Öffnung lassen beim Tragen das Urinieren und bei Männern auch eine Ejakulation zu. Einige Hersteller solcher Plugs bewerben diese mit der Möglichkeit des Langzeittragens. Dabei ist auf Hygiene sehr zu achten, damit nach einer Ejakulation oder dem Urinieren keine Keime in die Harnröhre oder die Blase gelangen können.
Im Internet sind Plugs mit verschiedenen Düsen als Öffnung zu finden. Diese werden vornehmlich bei Anhängern der Urophilie angewandt, um so einen besonderen Reiz zu erfahren.

### Plugs ohne Öffnung

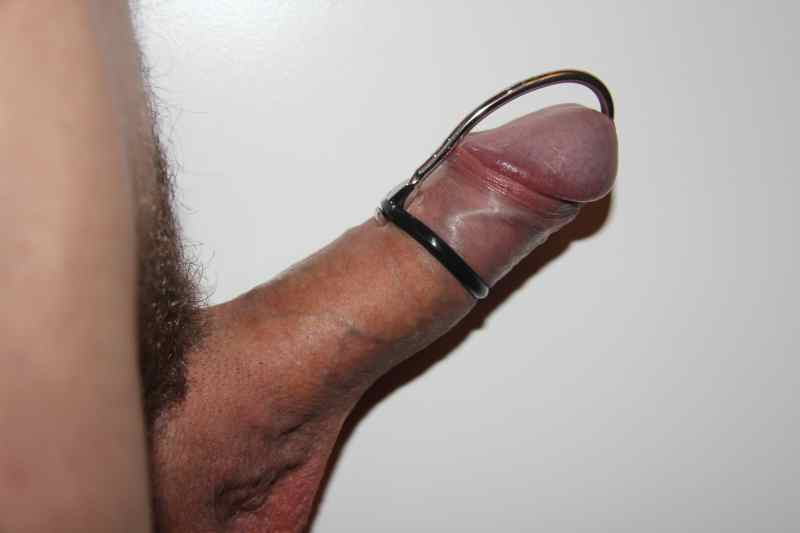
Harnröhrenplug mit Penisring fixiert

Plugs ohne Öffnung lassen eine Ejakulation oder das Urinieren nur eingeschränkt zu. Die Harnröhre wird durch den Plug verschlossen, durch Druck ist aber die Dehnung der Harnröhre möglich, sodass Flüssigkeiten vorbeifließen können.

## Risiken
Die Harnröhrenstimulation kann bei unsachgemäßer Durchführung auf verschiedenem Weg zu Risiken oder Problemen führen:
- Das Einführen von spitzen oder scharfkantigen wie auch zu großen Objekten kann zu einer Verletzung der Harnröhre führen. Die Stimulation sollte beim Auftreten von Schmerzen sofort beendet werden.
- Lose Objekte können, wenn sie zu tief eingeführt werden, nicht wieder eigenmächtig entfernt werden. In solchen Fällen muss der Gegenstand von medizinischem Fachpersonal entfernt werden.
- Durch das Einschleppen von Keimen kann es zu einer Harnröhrenentzündung kommen.

Bei Frauen ist das Risiko aufsteigender Infektionen und Verletzungen der Blase durch die vergleichsweise kurze Harnröhre und deren gradlinigen Verlauf ungleich höher. Bei Männern wird üblicherweise eine Einführung über die Biegung des Penis (engl. „Cobb’s Curve“) in den Körper hinein als riskant angesehen, da dort sowohl die Schleimhaut weicher und empfindlicher wird, Irritationen häufiger sind und auch Infektionen durch eingeschleppte Bakterien leichter aufsteigen können.  
Die Verwendung nichtsteriler Gegenstände und der Verzicht auf Verwendung eines (sterilen) Gleitgels können die Risiken einer Verletzung oder Infektion erhöhen. Medizinische Katheter können sich bei unsachgemäßem Gebrauch sowohl in der Harnblase aufrollen als auch die Harnblase durchstoßen. Dadurch kann es zu lebensbedrohlichen Situationen kommen.